# Масові заворушення в Бішкеку (2024)
Заворушення в Бішкеку (2024 року) — напади етнічних киргизів на іноземців у Бішкеку, столиці Киргизстану. Сутички тривали з 17 по 18 травня, повідомлено про чотирьох загиблих.
Іноземні уряди, громадяни яких перебувають у країні, висловили глибоку занепокоєність: уряд Пакистану успішно евакуював понад 650 пакистанських студентів.

## Передумови
Киргизстан є поширеним напрямком для студентів-медиків, зважаючи на низьку вартість навчання та міжнародно визнані медичні ступені. У 2021 році в країні навчалося понад 60 тисяч іноземців, у тому числі 14 500 студентів з Індії і 10 000 — з Пакистану.

## Зіткнення
Зіткнення почалися після того, як 13 травня в Бішкеку киргизькі студенти брали участь у бійці з єгипетськими та іншими арабськими студентами-медиками. Араби нібито виграли сутичку, яка викликала помсту киргизьких натовпів проти іноземців у країні. Спочатку понад 100 киргизів зібралися з метою помститися іноземцям, які побили місцевих.
Киргизькі натовпи почали нападати на будь-кого, хто схожий на арабів, з якими вони воювали. Пакистанці стали найбільш об’єктом нападу, а також деякі індійці та бенгальці.  Спочатку напади відбувалися в університетах, але пізніше вони поширилися на вулицях, коли киргизькі натовпи нападали на всіх, кого вважали іноземцями, незалежно від того, були вони чоловіками чи жінками. Іноземцям було наказано не виходити з дому, закрити штори та сховатися, оскільки Киргизи жорстоко били людей без винятку. Киргизький натовп почав шукати іноземців по місту. У центрі зібралося ще 500–700 киргизької молоді віком від 18 до 25 років.
Повідомляється про чотирьох загиблих студентів з Пакистану.
У соцмережах, на території Киргистану, учасники заворушень розсилали місцевим жителям повідомлення із закликами вийти і напасти на іноземців. На вулицях було надзвичайно небезпечно, оскільки сотні киргизьких бунтівників безжально били будь-якого іноземця, якого зустрічали.
Натовп оточував університети, офіси, будинки та гуртожитки, де проживали студенти з Пакистану, Індії та Бангладешу, і витягували їх на вулицю побити. Вони також виголошували расистські гасла. Влада перекрила вулиці міста, хоча це не принесло значного результату.
До 18 травня заворушення вщухли, і влада оголосила, що конфлікт закінчився. 180 пакистанців, у тому числі 140 студентів, залишили Киргизстан.